# Puerto de matrícula

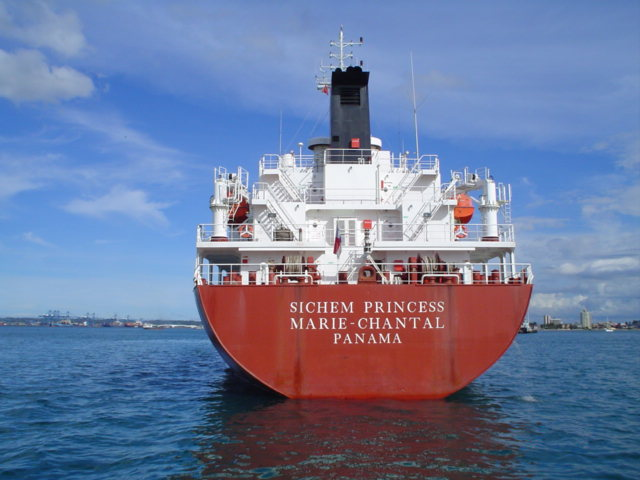
Popa del buque Sichem Princess Marie Chantal, registrado en la ciudad de Panamá.

Un puerto de matrícula (inglés: Home Port) es el puerto en donde se halla inscrito o registrado un buque.
Toda nación que tiene habilitado un registro de buques puede tener uno o varios puertos de matrícula para sus embarcaciones pero estas solo poseerán uno de ellos.
El puerto de matrícula debe exhibirse pintado sobre relieve en la popa por debajo del nombre y en todas sus embarcaciones salvavidas, en ambas amuras.
El puerto de matrícula es un concepto jurídico, por tanto un buque puede estar registrado en un puerto en el que jamás recaló. Es más, un puerto de matrícula no necesariamente es un puerto físico, tal es el caso de la ciudad de La Paz (Bolivia), puerto de matrícula de las embarcaciones que enarbolan pabellón boliviano en toda la hidrovía Paraná–Paraguay.
Algunos de los puertos de matrícula de los más importantes registros son: Monrovia (Liberia), Panamá (Panamá), Limasol (Chipre).